# Super Bowl XXXVIII
El Super Bowl XXXVIII fue el partido de fútbol americano que definió al campeón de la temporada 2003-04 de la NFL. El partido se disputó el día 1 de febrero de 2004 en el estadio Reliant Stadium de la ciudad de Houston, Texas. En este encuentro, se enfrentaron el entonces campeón de la NFC: Carolina Panthers y el entonces campeón de la AFC: New England Patriots. El ganador de este partido fue el equipo de New England Patriots por un marcador de 32-29. De esta manera, este equipo obtuvo su segundo Super Bowl.

## Resumen del partido
El primer cuarto del Super Bowl XXXVIII terminó empatado en cero después de que Vinatieri fallara un gol de campo de 31 yardas. En el segundo cuarto Shane Burton le bloqueó un intento de gol de campo a Vinatieri. Los Patriots abrieron el marcador luego de que Deion Branch atrapó un pase de 5 yardas lanzado por Tom Brady. Los Panthers respondieron con un pase de 39 yardas de Jake Delhomme para Steve Smith. Con poco más de un minuto para terminar la primera mitad, los Patriots tomaron el balón y 6 jugadas después anotaron con un pase de 5 yardas de Brady para David Givens. Faltando 5 segundos, para terminar el segundo cuarto, John Kasay anotó un gol de campo de 50 yardas para Carolina, dejando el juego 14-10 a favor de New England en la primera mitad. En el tercer cuarto el resultado no se movió. En el último cuarto los Patriots aumentaron su ventaja a 11 puntos después de un acarreo de dos yardas de Antowain Smith. Los Carolina Panthers respondieron con una escapada de 33 yardas de DeShaun Foster hasta la zona de anotación, fallaron la conversión de 2 puntos. Luego Brady fue interceptado, que fue aprovechado por Delhomme que lanzó un pase de 85 yardas para Muhsin Muhammad (la jugada ofensiva más larga de la historia de los Super Bowl). Nuevamente Carolina intentó la conversión de 2 puntos y falló. Los Patriots tomaron el balón y tras 11 jugadas y cuatro minutos, retomaron la ventaja con un pase de una yarda de Brady para el apoyador Mike Vrabel, después de una conversión de 2 puntos dejaron el partido 29-22. Los Panthers igualaron el partido con un pase de 12 yardas de Delhomme para Ricky Proehl. Con un minuto y ocho segundos en el reloj de juego, los New England Patriots armaron una buena ofensiva que llegó hasta la yarda 23 de Carolina, nuevamente, y como sucediera en el Super Bowl XXXVI, Adam Vinatieri anotó un gol de campo de 41 yardas para darle el triunfo a los New England Patriots. Tom Brady, que fue elegido por segunda vez el jugador más valioso, terminó con 354 yardas al completar 32 pases de 48 intentos con tres anotaciones y una intercepción, mientras que Deion Branch consiguió 143 yardas con 10 recepciones (una para anotación). Por el lado de los Carolina Panthers Jake Delhomme lanzó para 323 yardas con 33 pases completos de 16 intentos y con tres touchdowns; Muhsin Muhammad logró 4 recepciones para 140 yardas.